# Инверзне тригонометријске функције
Инверзне тригонометријске функције су arcsin x (аркус синус икс), arccos x (аркус косинус), arctg x (аркус тангенс), arcctg x (аркус котангенс). Оне су инверзне тригонометријским функцијама sin x (синус икс), cos x (косинус), tg x (тангенс), ctg x (котангенс). Префикс аркус им долази од латинске речи arcus - лук, угао. Називају се и циклометријске функције. У неким земљама пишу их на уобичајен, општи начин за инверзне функције: sin-1x, -1x, -1x, -1x.
Поред ових постоје и инверзне тригонометријске функције аркус секанс (arcsec x) и аркус косеканс (arccsc x). Оне су инверзне тригонометријским функцијама секанс (sec x) и косеканс (csc x), које се мало ређе употребљавају. Њихове особине су детаљије описане уз појам: Равнинска тригонометрија.

## Нотација
Постоји неколико записа за инверзне тригонометријске функције. Најчешћа конвенција је да се инверзне тригонометријске функције именују помоћу префикса arc: arcsin(x), arccos(x), arctan(x), etc. (Ова конвенција се користи у целом овом чланку.) Ова ознака произлази из следећих геометријских односа: при мерењу у радијанима, угао од θ радијана ће одговарати луку чија је дужина rθ, где је r полупречник круга. Тако је у јединичном кругу „лук чији је косинус x“ исти као „угао чији косинус је x“, јер је дужина лука круга у радијусима иста као и мерење угла у радијанима. У програмским језицима за рачунаре, инверзне тригонометријске функције често се називају скраћеним облицима asin, acos, atan.
Ознаке sin−1(x), cos−1(x), tan−1(x), etc, које је увео Џон Хершел 1813. године, често се користе и у изворима на енглеском језику - конвенције конзистентне са записом инверзне функције. Ово би могло изгледати логички у супротности са уобичајеном семантиком израза као што је sin2(x), који се односе на нумеричку моћ, а не на састав функције, те стога може довести до забуне између мултипликативне инверзне или реципрочне и композиционо инверзне. Забуну донекле ублажава чињеница да свака од реципрочних тригонометријских функција има своје име - на пример, (cos(x))−1 = sec(x). Ипак, неки аутори не саветују да се користи због њене двосмислености. Још једна конвенција коју користи неколико аутора је да се користи велико прво слово, заједно са −1 суперскриптом: Sin−1(x), Cos−1(x), Tan−1(x), etc. Ово потенцијално избегава забуну са мултипликативном инверзијом, која би требало да буде представљена са sin−1(x), cos−1(x), etc.
Од 2009. године стандард ISO 80000-2 наводи само префикс „arc” за инверзне функције.

## Основни концепти

### Главне вредности
Тригонометријске функција нису узајамно инјективне, и стога се морају ограничити да би имале инверзне функције. Према томе, распони резултата инверзних функција су прави подскупови домена изворних функција.
На пример, коришћење функције у смислу вишезначних функција, баш као што би се могла дефинисати функција квадратног корена {\displaystyle y={\sqrt {x}}} од {\displaystyle y^{2}=x,}, функција {\displaystyle y=\arcsin(x)} је дефинисанa тако да је {\displaystyle \sin(y)=x.} За дати реални број {\displaystyle x,} са {\displaystyle -1\leq x\leq 1,} постоји више (заправо, пребројива бесконачност) бројева {\displaystyle y} таквих да је {\displaystyle \sin(y)=x}; на пример, {\displaystyle \sin(0)=0,} али је и {\displaystyle \sin(\pi )=0,} {\displaystyle \sin(2\pi )=0,} итд. Када се жели само једна вредност, функција може бити ограничена на њену главну грану. Са овим ограничењем, за свако {\displaystyle x} у домену, израз {\displaystyle \arcsin(x)} ће се проценити само на једну вредност, која се назива његова главна вредност. Ова својства се примењују на све инверзне тригонометријске функције.
Главне инверзне вредности су наведене у следећој табели.
| Назив        | Уобичајена ознака                           | Дефиниција | Домен од {\displaystyle x} за реалан резултат | Опсег уобичајене главне вредности (radians)                                        | Опсег уобичајене главне вредности (степени)                                             |
| ------------ | ------------------------------------------- | ---------- | --------------------------------------------- | ---------------------------------------------------------------------------------- | --------------------------------------------------------------------------------------- |
| arcsine      | {\displaystyle y=\arcsin(x)}                | x = sin(y) | {\displaystyle -1\leq x\leq 1}                | {\displaystyle -{\frac {\pi }{2}}\leq y\leq {\frac {\pi }{2}}}                     | {\displaystyle -90^{\circ }\leq y\leq 90^{\circ }}                                      |
| arccosine    | {\displaystyle y=\arccos(x)}                | x = cos(y) | {\displaystyle -1\leq x\leq 1}                | {\displaystyle 0\leq y\leq \pi }                                                   | {\displaystyle 0^{\circ }\leq y\leq 180^{\circ }}                                       |
| arctangent   | {\displaystyle y=\arctan(x)}                | x = tan(y) | сви реални бројеви                            | {\displaystyle -{\frac {\pi }{2}}<y<{\frac {\pi }{2}}}                             | {\displaystyle -90^{\circ }<y<90^{\circ }}                                              |
| arccotangent | {\displaystyle y=\operatorname {arccot}(x)} | x = cot(y) | сви реални бројеви                            | {\displaystyle 0<y<\pi }                                                           | {\displaystyle 0^{\circ }<y<180^{\circ }}                                               |
| arcsecant    | {\displaystyle y=\operatorname {arcsec}(x)} | x = sec(y) | {\displaystyle x\leq -1{\text{ or }}x\geq 1}  | {\displaystyle 0\leq y<{\frac {\pi }{2}}{\text{ or }}{\frac {\pi }{2}}<y\leq \pi } | {\displaystyle 0^{\circ }\leq y<90^{\circ }{\text{ or }}90^{\circ }<y\leq 180^{\circ }} |
| arccosecant  | {\displaystyle y=\operatorname {arccsc}(x)} | x = csc(y) | {\displaystyle x\leq -1{\text{ or }}x\geq 1}  | {\displaystyle -{\frac {\pi }{2}}\leq y<0{\text{ or }}0<y\leq {\frac {\pi }{2}}}   | {\displaystyle -90^{\circ }\leq y<0^{\circ }{\text{ or }}0^{\circ }<y\leq 90^{\circ }}  |

(Напомена: Неки аутори дефинишу опсег arcsecant да је ({\displaystyle 0\leq y<{\frac {\pi }{2}}{\text{ or }}\pi \leq y<{\frac {3\pi }{2}}}), јер је тангентна функција на овом домену неонегативна. Ово чини неке прорачуне доследнијим. На пример, користећи овај опсег, {\displaystyle \tan(\operatorname {arcsec}(x))={\sqrt {x^{2}-1}},} док је у опсегу ({\displaystyle 0\leq y<{\frac {\pi }{2}}{\text{ or }}{\frac {\pi }{2}}<y\leq \pi }), се записује као {\displaystyle \tan(\operatorname {arcsec}(x))=\pm {\sqrt {x^{2}-1}},} јер је тангента ненегативна на {\displaystyle 0\leq y<{\frac {\pi }{2}},} али непозитивна на {\displaystyle {\frac {\pi }{2}}<y\leq \pi .} Из слично разлога, исти аутори дефинишу опсег функције arccosecant као {\displaystyle -\pi <y\leq -{\frac {\pi }{2}}} или {\displaystyle 0<y\leq {\frac {\pi }{2}}.})
Ако је {\displaystyle x} комплексан број, онда је опсег {\displaystyle y} применљив само на њен реални део.